# Hà Kiều Anh
Hà Kiều Anh   (Hanoi, 17 de maig de 1976)  és una actriu vietnamita i miss Vietnam del 1992.
Hà Kiều Anh va néixer a Hanoi, però la seva família era originària de la província de Thua Thien Hue, al centre del Vietnam. Quan tenia 5 anys, la seva família es va mudar a la Ciutat Ho Chi Minh. Va ser coronada Miss Vietnam el 1992 al complex esportiu Phan Dinh Phong, a Ciutat Ho Chi Minh. Després de guanyar el concurs de Miss Vietnam, va anar a Corea del Sud i va participar en la Miss World University, on va assolir el primer lloc i va guanyar el premi Miss Taejon.
El 2002, Hà Kiều Anh va protagonitzar Lục Vân Tiên, una pel·lícula de la televisió vietnamita dirigida per Phuong Dien basada en el Lục Vân Tiên (un poema èpic del segle xix), com l'heroïna Kiều Nguyệt Nga. Algunes de les escenes del bany en una font van crear un petit escàndol al Vietnam.

## Pel·lícules
- Người tình trong mơ (Amant dels somnis, 1992): abans de ser coronada Miss Vietnam. Un fragment de la pel·lícula es va publicar més tard en línia com a pel·lícula recent.
- Đẻ mướn (L'arrendament, 2005)
- Áo lụa Hà Đông (El vestit de seda de Hà Đông, 2006)
- Ván cờ tình yêu (Joc d'amor, 2007)[3]
- Hạnh phúc có thật (La veritable felicitat, 2009)[4][5]
- Đại gia đình (La gran família, 2009-2010)
- Lối sống sai lầm (Estil de vida equivocat, 2010)
- Con gái vị thẩm phán (La filla del jutge, 2014)